# Cursa armamentista

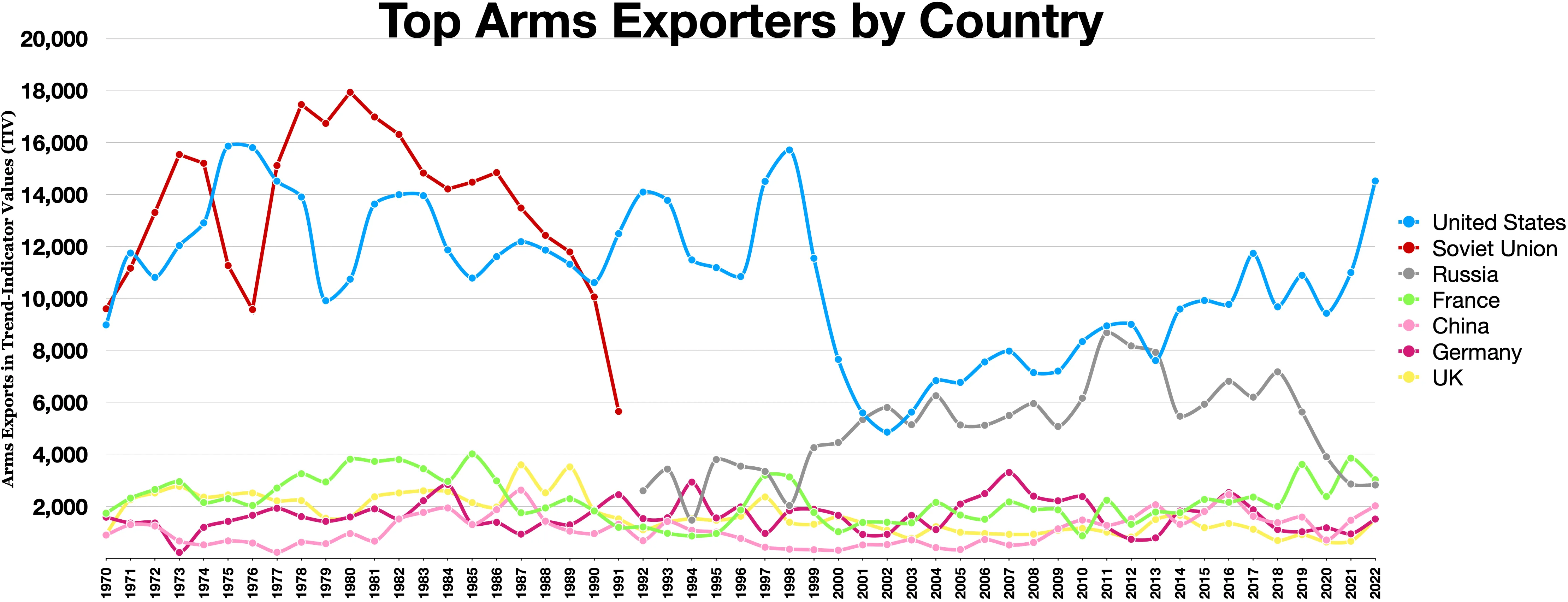
Principals exportadors d'armes per país en valors indicadors de tendència (TIV)

Una cursa armamentista és una competició entre dos o més països per la supremacia d'armament. Cada un prova de superar l'altre o els altres pel que fa a per tenir forces armades superiors, pel que fa a la producció d'armes, el creixement d'un exèrcit i l'objectiu d'una tecnologia militar superior. Sovint porten associades curses tecnològiques i/o econòmiques. A diferència d'una cursa esportiva, que constitueix un esdeveniment específic amb el guanyador interpretable com el resultat d'un projecte singular, les carreres d'armaments constitueixen sistemes en espiral de comportament continu i potencialment obert.
La literatura científica existent està dividida quant a si les curses d'armament es correlacionen amb la guerra. Els estudiosos de les relacions internacionals expliquen les curses armamentístiques en termes de dilema de seguretat, models d'espiral d'enginyeria, estats amb objectius revisionistes i models de dissuasió.

## Exemples

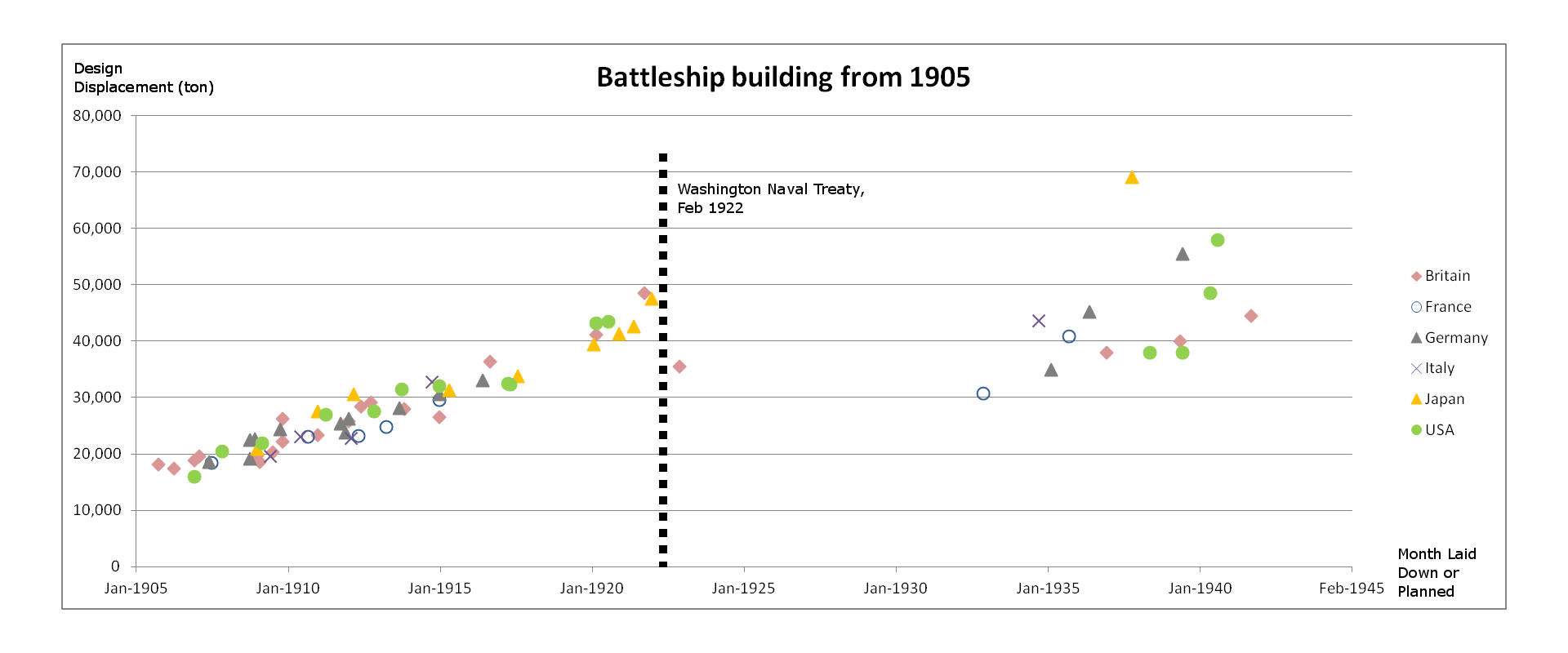
La mida i la potència dels cuirassats van créixer ràpidament abans, durant i després de la Primera Guerra Mundial: un resultat de la construcció naval competitiva entre diverses potències navals, que va acabar amb el Tractat Naval de Washington.

### Armament naval
Del 1897 al 1914 es va produir una cursa d'armament naval entre el Regne Unit i Alemanya. La preocupació britànica pel ràpid augment del poder naval alemany va donar lloc a una costosa competició de construcció de vaixells de classe Dreadnought. Aquesta tensa carrera armamentística va durar fins al 1914, quan va esclatar la guerra. Després de la guerra, es va desenvolupar una nova carrera armamentística entre els aliats victoriosos, que va acabar temporalment pel Tractat Naval de Washington.
A més dels britànics i alemanys, també van esclatar curses d'armament navals contemporànies però més petites entre Rússia i l'Imperi Otomà ; els otomans i Grècia; França i Itàlia; els Estats Units i el Japó a la dècada de 1930; i Brasil, Argentina i Xile.

Estocs d'armes nuclears dels Estats Units i la Unió Soviètica / Rússia

### Armament nuclear
Aquest concurs de l'avanç de les capacitats nuclears ofensives es va produir durant la Guerra Freda, un període intens entre la Unió Soviètica i els Estats Units i alguns altres països. Aquesta va ser una de les principals causes que va iniciar la Guerra Freda, i els avantatges percebuts de l'adversari per ambdues parts van provocar una gran despesa en armament i l'emmagatzematge de vasts arsenals nuclears. Es van lliurar guerres per delegació a tot el món (per exemple, a l'Orient Mitjà, Corea i Vietnam) en què les armes convencionals de les superpotències es van enfrontar entre elles. Després de la dissolució de la Unió Soviètica i el final de la Guerra Freda, les tensions van disminuir i l'arsenal nuclear d'ambdós països es va reduir.
Charles Glaser argumenta que nombrosos casos de curses d'armament eren subòptims, ja que van suposar un malbaratament de recursos, van danyar les relacions polítiques, van augmentar la probabilitat de guerra i van dificultar els estats per assolir els seus objectius. No obstant això, les curses d'armament poden ser òptimes per als estats que busquen seguretat en situacions en què l'equilibri ofensiu-defensa afavoreix l'atac, quan un estat en declivi s'enfronta a un adversari creixent i quan els avenços tecnològics fan obsoletes les armes existents pel poder que tenia un avantatge en l'armament existent.

### Armament amb IA
Una cursa d'armes d'intel·ligència artificial militar és una cursa d'armaments entre dos o més estats per desenvolupar i desplegar sistemes d'armes autònomes letals (LAWS). Des de mitjan dècada de 2010, molts analistes han observat l'aparició d'aquesta carrera armamentística entre superpotències globals per a una millor IA militar, impulsada per l'augment de les tensions geopolítiques i militars. De vegades, una carrera armamentística de la IA se situa en el context d'una guerra freda de la IA entre els EUA i la Xina.

## Altres accepcions
Malgrat pertànyer inicialment al terreny militar o geo-polític, el terme «cursa armamentista» (amb el seu objectiu relatiu de mantenir-se sempre per sobre dels rivals, no pas d'arribar a cap estat determinat) ha saltat a altres contexts. Així hom pot parlar de «curses armamentistes evolucionàries» (depredadors evolucionant vers característiques que els facilitin caçar les preses mentre aquestes evolucionen vers mitjans d'escapada més eficaços) o «tecnològiques» (entre informàtics que creen virus i els qui creen antivirus, per exemple).